# Heiende
Heiende is een dorp in de Belgische provincie Oost-Vlaanderen, gelegen in de stad Lokeren. 

## Ligging
Het straatdorp ligt zo'n drie kilometer ten zuidwesten van het stadscentrum en telt ongeveer 2150 inwoners. Het landelijke dorp is door sterke verlinting verbonden met de omliggende gehuchten, zoals Hillare in het noordoosten en Naastveld in het oosten.

## Geschiedenis
Het gehucht ontwikkelde zich langs de weg van Lokeren naar Overmere in het zuiden. Een afsplitsing van de weg loopt naar Beervelde in het westen. In de naam verwijst hei naar de heide die hier vroeger zou aanwezig geweest zijn. De uitgang ende staat voor "einde", een verwijzing naar de ligging in een uithoek, ver van het centrum van Lokeren. Oude vermeldingen dateren uit 1577 als heyende. De Ferrariskaart uit de jaren 1770 geeft de plaats weer als het uitgestrekte landelijke gehucht Heyende en toont hier ook een windmolen.
In 1739 en 1775 hadden de inwoners al de oprichting van een zelfstandige parochie gevraagd, maar dit werd telkens verworpen. In het groeiende gehucht werden rond 1862 en in 1879 schoolgebouwen opgetrokken. In 1880 mocht het gehucht zijn eigen hulpkerk optrekken. Op de aangekochte gronden werd eerst een houten noodkerk opgetrokken die afkomstig was van de Ruiter, tot in 1882 de definitieve kerk werd ingewijd. In 1891 werd Heiende uiteindelijk een zelfstandige parochie.
In het begin van de 20ste eeuw liep door Heiende een tramlijn van Lokeren naar Overmere. Het dorp bleef landelijk, maar raakte door toenemende lintbebouwing wel verbonden met de omliggende gehuchten en het stadscentrum.

## Bezienswaardigheden
- Heilig Hartkerk

## Verkeer en vervoer
Heiende ligt aan de N407 die Lokeren met Berlare en Wetteren verbindt. In het zuiden van het dorp ligt de E17, maar er zijn geen op- en afritten ter hoogte van Heiende.

## Nabijgelegen kernen
Beervelde, Overmere, Lokeren
Deelgemeenten: Daknam · Eksaarde · Lokeren · Moerbeke

Dorpen: Doorslaar · Heiende · Koewacht · Kruisstraat · Oudenbos

Gehuchten: Brandbezen · Bautschoot · Briel · Calaigne · Caudenborm · De Katte · Den Oever · Duivekeet · Eksaardedam · Everslaar · Fortuine · Ganzendries · Lammeken · Heydensveer · Hillare · Hul · Keerken · Keersmakers · Molenhoek · Molsbergen · Naastveld ·  Nieuwpoort · Oosteindeke · Pereboom · Rijssel · Rode Sluis · Scheepken · Staakte · Stenenbrug · Terwest · Turfakkers · Veldeken · Vogelzang · Vossel · Werkstede · Westhoek · Zeveneekskens · Zwarte Sluis

Wijken: Bergendries · Bokslaar · Bloemenwijk · De Kop · Flamigantenwijk · Ledehof · Heirbrug · Lokeren-Zuid · Puttenen · Rozen · Schrijverswijk · Spoele · Stationswijk · Vogelkwijk

Buurten: Kouter · Oude Brug · 't Zand

Belgische gemeenten · Arrondissement Sint-Niklaas · Oost-Vlaanderen · Vlaanderen